# جيمس تايلر
جيمس تايلر (بالإنجليزية: James Tyler)‏ هو عالم موسيقى وملحن أمريكي، ولد في 3 أغسطس 1940، وتوفي في 23 نوفمبر 2010.

## وصلات خارجية
- جيمس تايلر على موقع ميوزك برينز (الإنجليزية)
- جيمس تايلر على موقع ديسكوغز (الإنجليزية)